# Cradle of Filth
A Cradle of Filth egy extrém metal együttes, Angliában, Suffolkban alakult 1991-ben. Az extrém metal zenék egyik legismertebb képviselője, zenéjét általánosságban szimfonikus black metalként szokás meghatározni. Az eredeti black metal egy lényegesen dallamosabb/kommerszebb ágát képviselik, melyben nagy szerep jut a billentyűs hangszereknek, monumentális és epikus zenei megoldásoknak. Ezenkívül a gothic metal is hangsúlyosan jelen van, így az extrém gothic metal jelzőt is rájuk szokták aggatni. A zenekart számos tagcsere sújtotta pályafutása során, ennek ellenére mindvégig megőrizték jellegzetes stílusukat.
Dalszövegeiket, megjelenésüket, albumborító és pólómintáikat erősen befolyásolja a gótikus irodalom, a költészet, a mitológia és a horrorfilmek. Általánosságban sátánista zenekarként vannak elkönyvelve, ezenkívül azonban inkább a sokkolás és a mitológia jellemző rájuk, semmint az egyházellenesség. Eddigi pályafutásuk során kilenc nagylemezt adtak ki, melyeket a rajongók és a kritikusok is nagyrészt pozitívan fogadtak, és zenekarok százaira voltak inspiráló hatással. A zenekar a kezdeti underground black metalból a mainstream világba fejlődött (mely révén sok régi rajongó elfordult tőlük). Ennek köszönhetően gyakran szerepeltek a Kerrang! magazinban és az MTV zenecsatornán, továbbá olyan neves fesztiválok nagyszínpadain is, mint az Ozzfest, a Sziget, a Download Festival, a Wacken Open Air, vagy a Gods of Metal. Koncertjeik állandó kelléke a pirotechnika használata, továbbá a vámpírszerű, gótikus megjelenés és arcfestés, tűzfújás, melyeket gyakran kísérnek táncosok, előadóművészek. A brit Metal Hammer 2006-ban kijelentette, hogy a Cradle of Filth a legsikeresebb brit metalzenekar az Iron Maiden után.

## Története

### Korai évek (1991–1996)
A zenekar 1991-ben Angliában alakult, a Londontól 70 kilométerre található Suffolk városban. Az együttest Daniel Lloyd Davey ismert nevén Dani Filth énekes alapította, aki korábban olyan helyi zenekarokban is megfordult, mint a " PDA", a "Lemon Grove Kids", vagy a "Feast On". Az énekest akkoriban a heavy metal zene mellett Lord Byron, Percy Bysshe Shelley, H.P. Lovecraft művei is inspirálták. Ezek – továbbá a horrorfilmek – hatására úgy döntött, hogy egy saját zenekart alapít. Így Dani Filth Paul Ryan gitáros, John Richard basszusgitáros, és Ben Ryan Darren White dobos/billentyűs társaságában felvette a Cradle of Filth nevet.
1992-ben nekiláttak a dalszerzésnek, így négy demót is készítettek: A Pungent and Sexual Miasma, Invoking the Unclean, Orgiastic Pleasures Foul, és The Black Goddess Rises. A demók hatására szerződést írhattak alá a Tombstone Records lemezkiadóval. és nekiláttak dolgozni egy Goetia névre keresztelt albumon. Ez azonban soha nem jelent meg, mivel időközben a Tombstone Records megszűnt, így a dalokat is törölték. Az együttes információi szerint a Goetia a rögzítés folyamán semmisült meg. Ugyanebben az évben egy másod gitáros is csatlakozott hozzájuk Paul Allender személyében. Egy év múlva, 1993-ban kiadtak még egy demót Total Fucking Darkness címmel, melyre felfigyelt a Cacophonous Records lemezkiadó, és szerződést kötött a zenekarral. Nem sokkal ezután Darren White dobos elhagyta a zenekart, helyére Nicholas Barker került. Már az új dobossal láttak neki az első lemez felvételeinek, mely 1994. február 24-én jelent meg The Principle of Evil Made Flesh címmel. Ez volt a Cacophonous Records első kiadványa. A lemezen szerepelt az első dobos Darren White is, aki az "A Dream of Wolves in the Snow" dalban vokálozott. Az album még nem mutatott nagymértékű eltávolódást az eredeti black metal irányvonaltól, és a zenekar későbbi stílusa is még csak nyomokban volt jelen.
A lemezt a kritika és a rajongók is kedvezően fogadták, mely a Cacophonous kiadónak is az előnyére vált. Az angol Metal Hammer 2006. júniusi számában az "elmúlt 20 év legjobb black metal albumai"nak listáján bekerült az első tíz közé. Nem sokkal a lemezkiadás után Paul Ryan és Paul Allender gitárosok, valamint Benjamin Ryan, aki a billentyűs hangszereket kezelte, elhagyta a zenekart. Helyükre Stuart Antsis gitáros és Damien Gregori billentyűs érkezett. 1995-ben megromlott a viszonyuk a lemezkiadójukkal, akiket azzal vádolt a zenekar, hogy pénzügyi és szerződéses kötelezettségeiknek nem tettek eleget. Az elmérgesedett helyzet végül bírósági tárgyaláson rendeződött, melynek következtében a Music For Nations lemezkiadóhoz szerződtek. Azonban szerződéses kötelezettségeik szerint még tartoztak egy felvétellel a Cacophonous-nak, így egy EP elkészítése mellett döntöttek, hogy aztán végleg megszabaduljanak a cégtől.

### Music for Nations éra (1996–2001)

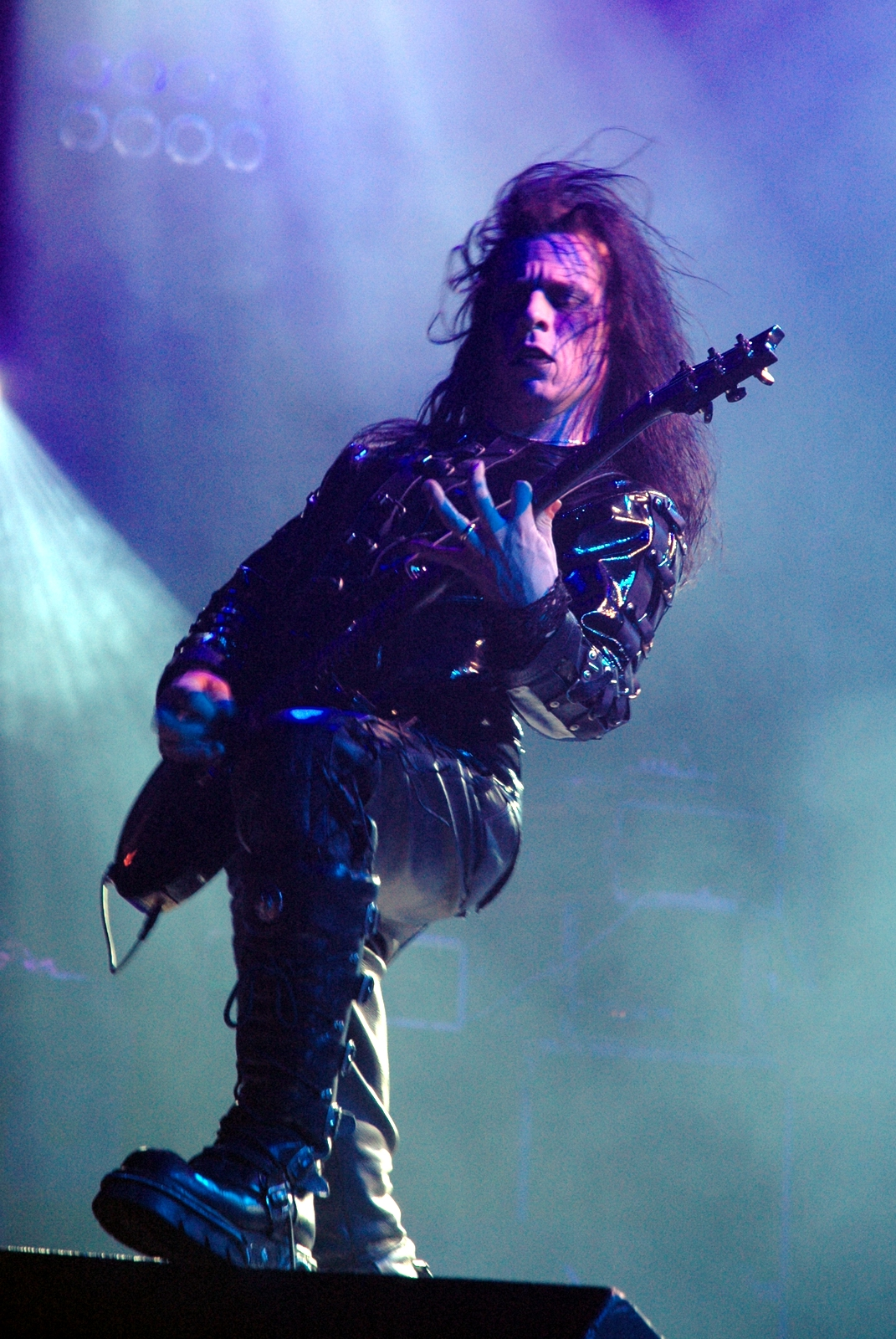
Paul Allender gitáros egy 2005-ös koncerten.

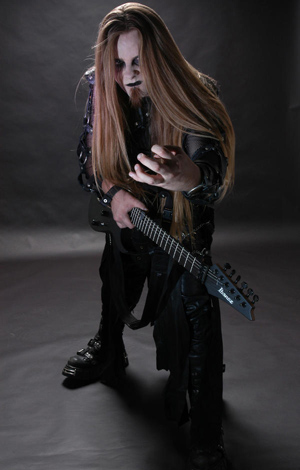
James Mcilroy gitáros.

A hatszámos EP V Empire (Or Dark Faerytales in Phallustein) címmel 1996. május 28-án jelent meg, és pozitív kritikákban részesült. Annak ellenére, hogy az EP elkészítésének körülményei nem voltak a legmegfelelőbbek, a rajta szereplő dalok a mai napig is meghatározóak a zenekar történetében. A Queen of Winter, Throned dal előkelő helyen szerepelt a Kerrang! magazin "25 legjobb extrém metal himnusz" listáján. Ezen az EP-n szerepelt először Sarah Jezebel Deva énekesnő, aki annak ellenére, hogy az összes későbbi albumukon részt vett, mint háttérénekesnő, hivatalosan soha nem lett zenekari tag. A Cradle-n kívül The Kovenant, Therion és Mortiis albumokon is szerepelt, valamint van egy Angtoria nevű projektje is, ahol a jelenlegi Cradle of Filth basszusgitáros Dave Pybus is játszik. Az első albumon még Andrea Haugen szolgáltatta a női énektémákat.
Az EP kiadása után nekiláttak a második album felvételeinek, mely 1996. november 19-én jelent meg Dusk... and Her Embrace címmel, immáron a Music For Nations gondozásában. A produceri teendőket saját maguk látták el Kit Woolven segédletével. A lemezen részt vett Gian Pyres is, mint gitáros. Az albumon kikristályosodott saját zenei világuk, vagyis előtérbe kerültek a szimfonikus, monumentális megoldások, a dallamos és epikus zenei betétek alkalmazása. Ennek révén a black metal fanatikusok nagy része, elfordult a zenekartól, és kommersznek titulálták őket.
Az album viszont kereskedelmileg és kritikailag is sikeres lett, így a zenekar rajongótábora megnövekedett. A lemez egy konceptalbum, melynek központi témája a vámpírizmus, nagyban utalva Sheridan Le Fanu író műveire. Az albumot az AllMusic négy és fél csillaggal jutalmazta az ötből. Az album utolsó dalában a Haunted Shoresban Cronos is vendégszerepelt a Venomból. A japán kiadásra pedig a Slayer Hell Awaits dalának a feldolgozása is felkerült. Az albumból mára több mint félmillió példány talált gazdára. Röviddel a lemez kiadása után Damien Gregori billentyűs kilépett, helyére Les Smith érkezett aki az Anathema soraiban is megfordult.

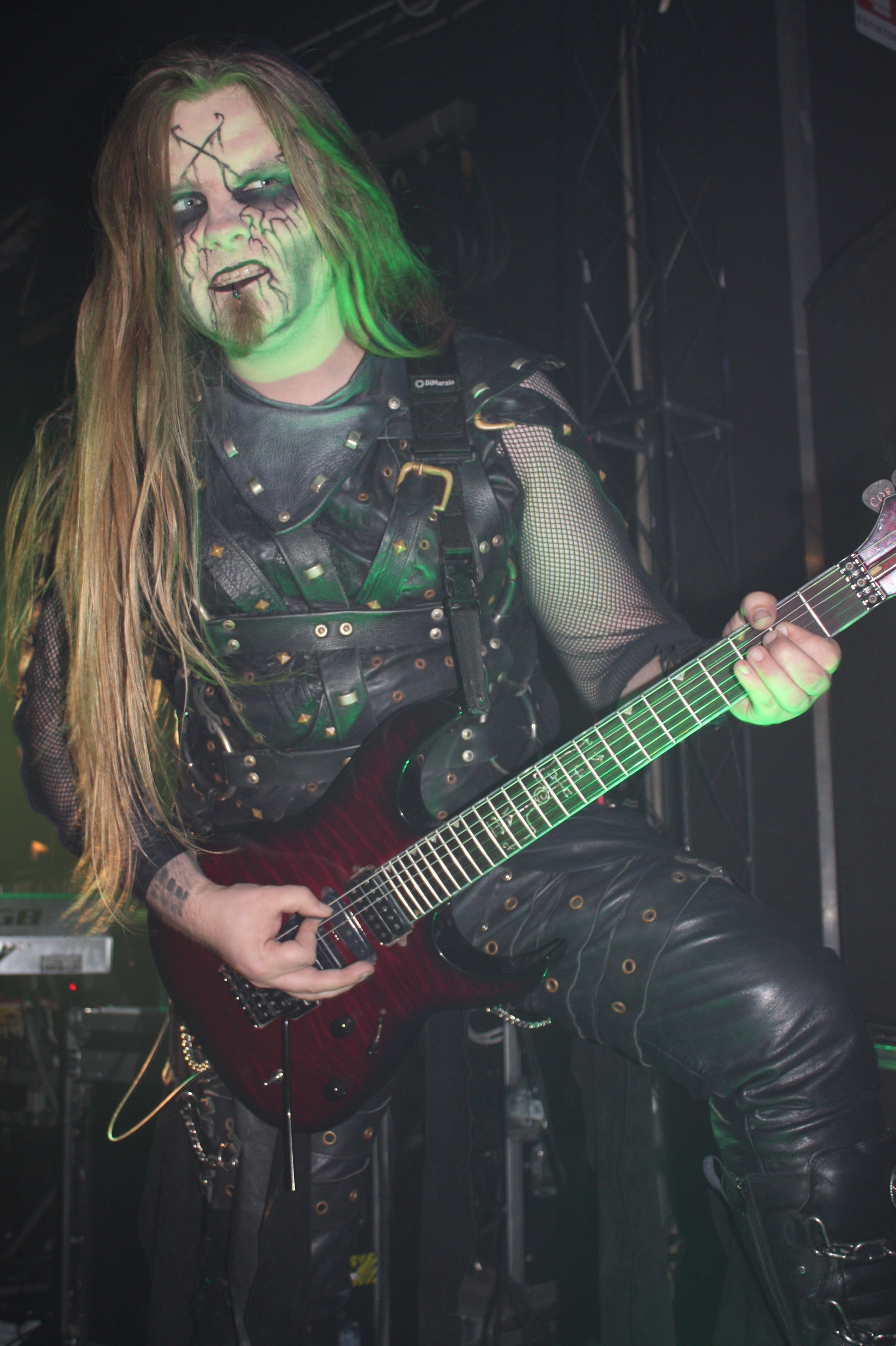
Charles Hedger gitáros 2009-ben.

1996-ban az Emperor előzenekaraként turnéztak, mely révén Magyarországon is felléptek. A körút 1997-ben is folytatódott Európa többi részén. A színpadi előadásokat a teatralitás jellemezte, mely a mai napig jellemző a zenekarra. A zenekar pólómintái sokakban ellentmondásos érzéseket váltottak ki, melyek között megjelentek olyan feliratúak is, mint az "I love Satan" ("szeretem Sátánt"), vagy a "Jesus is a cunt" ("Jézus egy picsa"), mely mintája egy maszturbáló apácát ábrázol. Ezt a pólót Új-Zéland-on betiltották. Az országban sok rajongónak akik hordták a pólót, bírságot kellett fizetniük, de a zenekar tagjairól is negatív kép alakult ki a Vatikánban. Alex Mosson a "Transport and General Workers Union" tagja betegnek és sértőnek titulálta a zenekart és az image-ét. 1998-ban szerepeltek a BBC "Living With the Enemy" sorozatában, miközben hozzáláttak a harmadik album munkálatainak, Jan Peter Genkel producer közreműködésével.
A Cruelty and the Beast névre keresztelt album 1998. május 5-én jelent meg. Zeneileg az előző lemez által lefektetett úton haladt, és szintén remek kritikákban részesült. Elődjéhez hasonlóan szintén konceptalbum született, ezúttal a magyar grófnő Báthori Erzsébet története adta a téma gerincét. A grófnő szerepét Ingrid Pitt hangja testesítette meg. Ő szerepelt az 1971-es Countess Dracula című filmben is. Ez volt az első lemezük mely az Egyesült Államokban is megjelent, és Dani Filth 2003-ban kijelentette, hogy nagyon büszke az albumra, bár a hangzásával nincs teljes mértékben megelégedve. A kritikusok és a rajongók lelkesedése is egyöntetű volt, a havonta megjelenő Rock Hard magazinban a "legjobb dobos", a "legjobb énekes" és a "legjobb album" kategóriákban egyaránt első helyen végeztek. A lemezkiadást turné követte, majd 1999 októberében megjelent az első videókazettájuk is PanDaemonAeon címmel. Nem sokkal ezután megjelent egy From the Cradle to Enslave című EP is, melyre Anathema, Misfits, valamint az amerikai kiadásra egy Massacre feldolgozás is felkerült. Nicholas Barker dobos elhagyta a zenekart, ezért a lemeznek csak pár számában hallható a játéka. Helyére Was Sarginson került. Nem sokkal az EP kiadása után Sarginson is kilépett, helyére a svéd Adrian Erlandsson került. A címadó dalra videóklipet is forgattak, melynek Alex Chandon volt a rendezője, és bővelkedett meztelen és véres jelenetekben. Chandon további promóciós klipekben is segédkezett a zenekarnak, továbbá ő rendezte a Cradle of Fear című horrorfilmet is, melyben Dani Filth is szerepet kapott, a film zenéjét pedig többek között a Cradle of Filth is szolgáltatta. A film négy történetet mesél el, melyeknek egy Kemper nevű titokzatos sorozatgyilkos a szereplője. Röviddel az album megjelenése után Les Smith billentyűs és Stuart Anstis gitáros elhagyta a zenekart. Az új billentyűs Martin Powell lett, aki korábban a My Dying Bride tagja volt. Gitárosnak pedig arra a Paul Allenderre esett a választásuk, aki már játszott velük korábban.

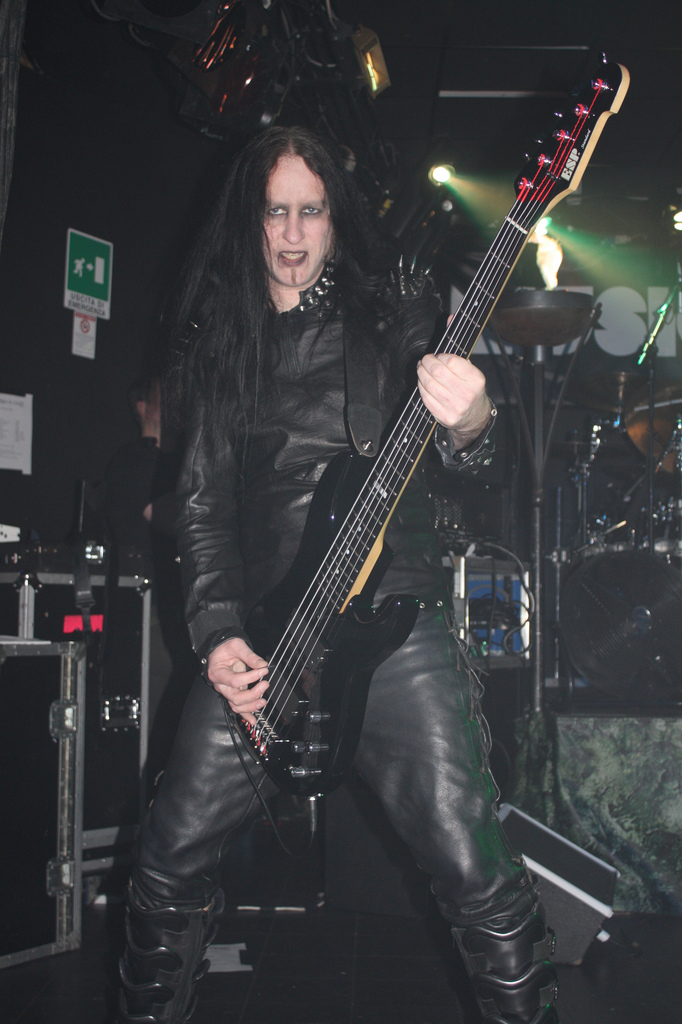
Dave Pybus basszusgitáros 2009-ben.

Már az új tagokkal kezdtek neki a következő lemez felvételeinek, ezúttal John Fryer producerrel, a Parkgate Studios-ban. Az album Midian címmel 2000. október 31-én látott napvilágot. A lemez Clive Barker író és filmrendező Cabal című novellájára és annak későbbi filmváltozatára a Nightbreedre épül. Ezenkívül HP Lovecraft hatása is fellelhető. A borítót JK Potter készítette. A lemezen szerepelt Doug Bradley is, mint vendégnarrátor, aki a Hellraiser című horrorfilmben is szerepelt. A filmben Pinhead szerepét testesítette meg, míg a lemezen Midian narrátora volt. Bradley a később megjelent Nymphetamine, Thornography, és Godspeed on the Devil's Thunder című albumokon is vendégszerepelt. Videóklipet a Her Ghost in the Fog című dalra forgattak, melyet az MTV2 és egyéb metalcsatornák sűrűn leadtak. A szám felhangzott a Ginger Snaps című filmben, továbbá a Brutal Legend videójátékban is. Az album utolsó dala, a For Those Who Died egy Sabbat feldolgozás. A "Midian" a korábbi lemezekhez képest több gótikus és heavy metal elemet tartalmazott, továbbá gitárszólókat is, így még jobban eltávolodtak a black metal irányvonalától. Ezért a lemez visszhangja nem volt egyöntetűen pozitív, népszerűségük azonban tovább nőtt. Ez volt az utolsó albumuk melyet a Music For Nations kiadó adott ki. Amerikában a Koch Records gondozta az albumot. A turnén a Christian Death és a Behemoth is fellépett velük.

### Sony éra (2001–2004)

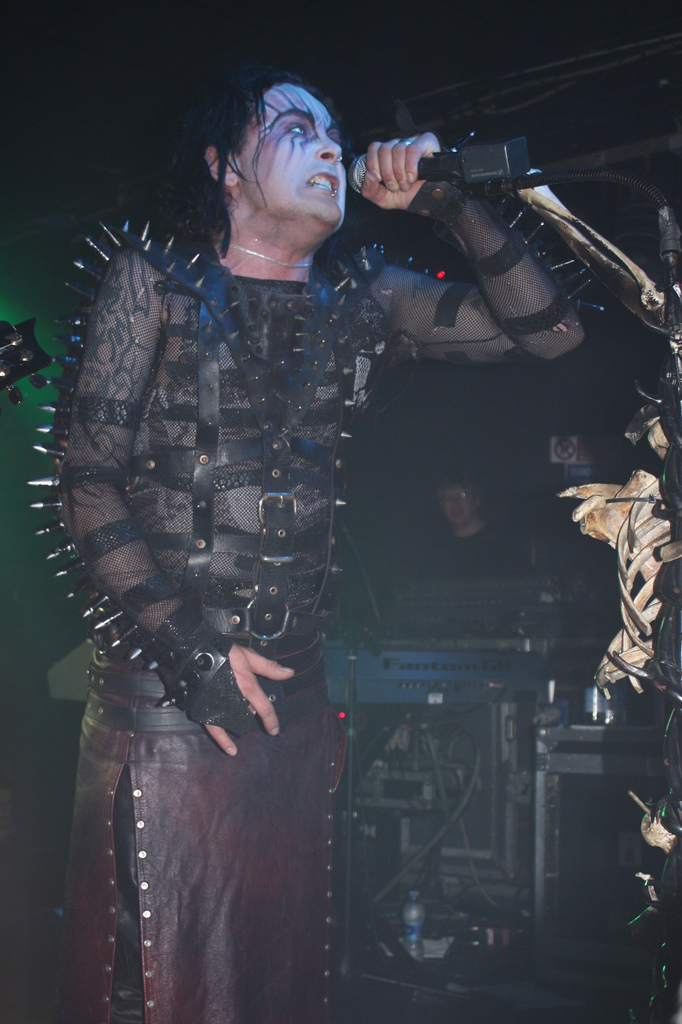
Dani Filth a zenekar énekese, frontembere

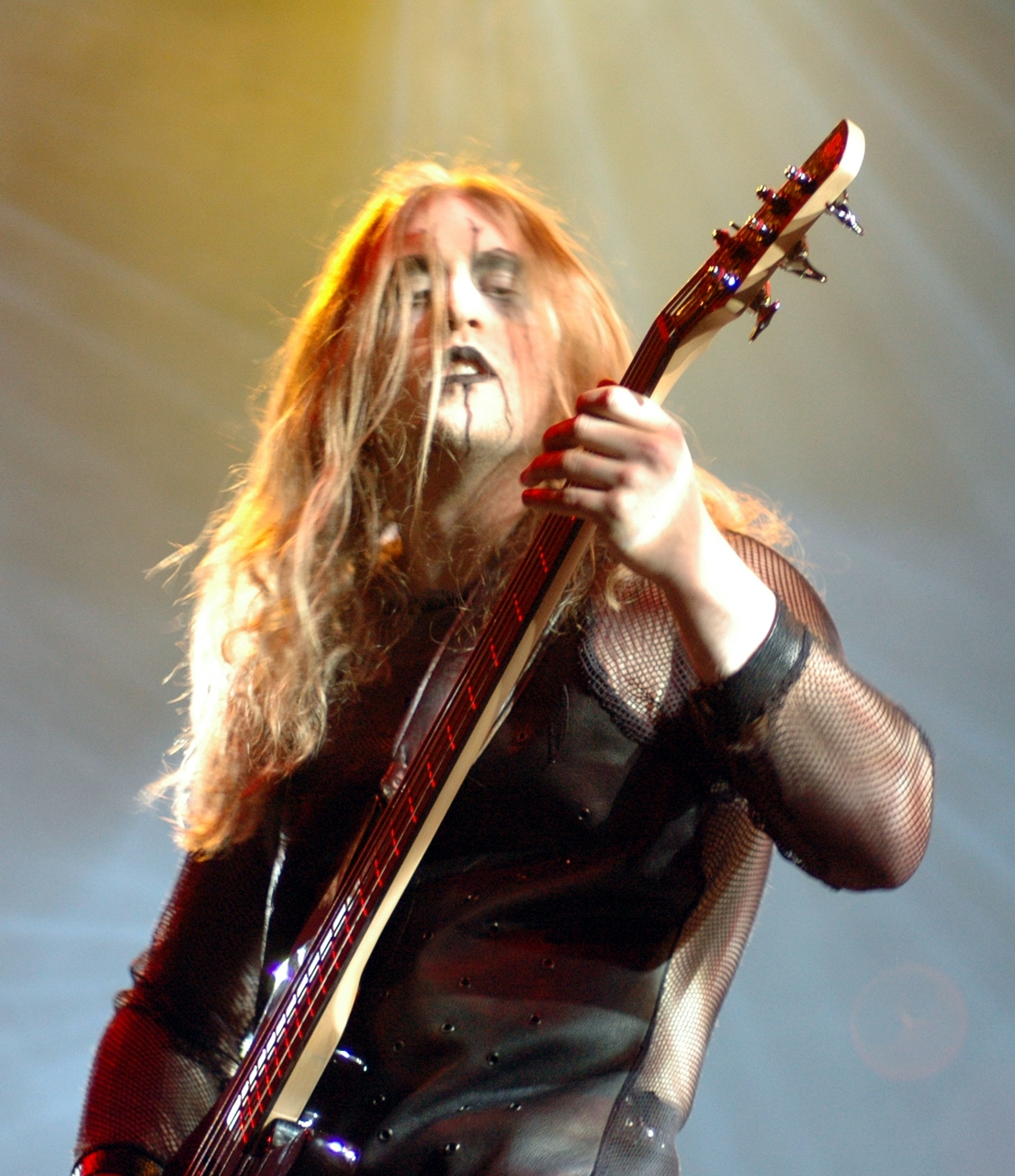
Charles Hedger a 2005-ös Metalmania fesztiválon.

2001-ben megalapították saját Abracadaver nevű lemezkiadójukat, és már itt jelent meg 2001. május 22-én a Bitter Suites to Succubi című EP-jük. A 10 számos kiadványon négy új dal kapott helyet, ezenkívül a The Principle of Evil Made Flesh és a The Black Goddess Rises II dalokat újra felvették, és egy The Sisters of Mercy feldolgozás is helyet kapott a No Time to Cry képében. Az EP-t eredetileg mini-albumként akarták megjelentetni, melyen a debütáló album számai szerepeltek volna újraértelmezett változatban. A kiadványhoz három videóklipet is forgattak, melyek a Born in a Burial Gown, a Scorched Earth Erotica és a No Time to Cry dalokra készültek. Az összeset Alex Chandon rendezte.
Stílusában a Midian vonalát folytatta, továbbá ez volt az első olyan lemezük, melyet ugyanazok a zenészek játszottak fel, mint az előzőt. 2002-ben Robin Eaglestone basszusgitáros elhagyta a zenekart, helyére az a Dave Pybus került, aki korábban az Anathema tagja volt. Ezután Gian Pyres hagyta el a zenekart. Még ez év szeptemberében európában turnéztak a Pantera, a Slayer és a Static-X társaságában. Ez idő alatt megjelent egy válogatásalbumuk Lovecraft & Witch Hearts címmel, melyre egy Sodom és egy Iron Maiden feldolgozás is felkerült. 2002. augusztus 19-én kiadták első koncertlemezüket a Live Bait for the Deadet, melyet 2001. április 14-én Nothingham Rock City-ben rögzítettek. Novemberben megjelent a felvétel DVD változata is Heavy, Left-Handed and Candid címmel. Már 2002 nyarán hozzáláttak a következő album munkálatainak, Doug Cook producer segítségével. A felvételekre a Parkgate Studios, és a Battle and New Rising Studios-ban került sor Peldon-ban.
Ötödik nagylemezük végül Damnation and a Day címmel 2003. március 25-én jelent meg, immáron a Sony Music multikiadó gondozásában. A nagyzenekari részeket a Budapesti Szimfonikus Zenekar játszotta fel, Zádori László karmester vezényletével. A kiadvány mixelését Rob Caggiano az Anthrax, gitárosa végezte. A lemez minden korábbinál komplexebb, és szimfonikusabb lett, így a mai napig ezen a lemezükön szerepelnek a legösszetettebb kompozícióik. A fogadtatás pozitív volt, bár az Allmusic csak 3 csillagot adott rá az ötből. A Sony-val való együttműködés is sikeresnek volt mondható, hiszen rövid időn belül félmillió példány kelt el az albumból. Az albumon David McEwen narrátor játssza el Lucifer szerepét.
A lemezhez két népszerű videót is forgattak, melyek a Mannequin és a Babalon A.D. (So Glad for the Madness) dalokra készültek. A klipek képi világát nagy mértékben befolyásolta egy cseh szürrealista művész Jan Švankmajer, továbbá Pier Paolo Pasolini híres Salò, avagy Szodoma 120 napja című filmje. A lemezen John Milton Elveszett paradicsomának a hatása is jelen van, csakúgy mint a "Babalon A.D. (So Glad for the Madness)"ben Aleister Crowley-é. A lemezt bemutató turné alkalmával felléptek az Ozzfest fesztiválon, majd európa országaiban is. A turnéhoz csatlakozott hozzájuk James McIlroy gitáros, aki később állandó tag lett. A Sony lelkesedése hamar csökkenni látszott a zenekar iránt, így alig egy évvel a szerződés után ejtették a zenekart. A Cradle of Filth a Roadrunner Records kiadóhoz szerződött le.

### Roadrunner korszak (2004–2010)

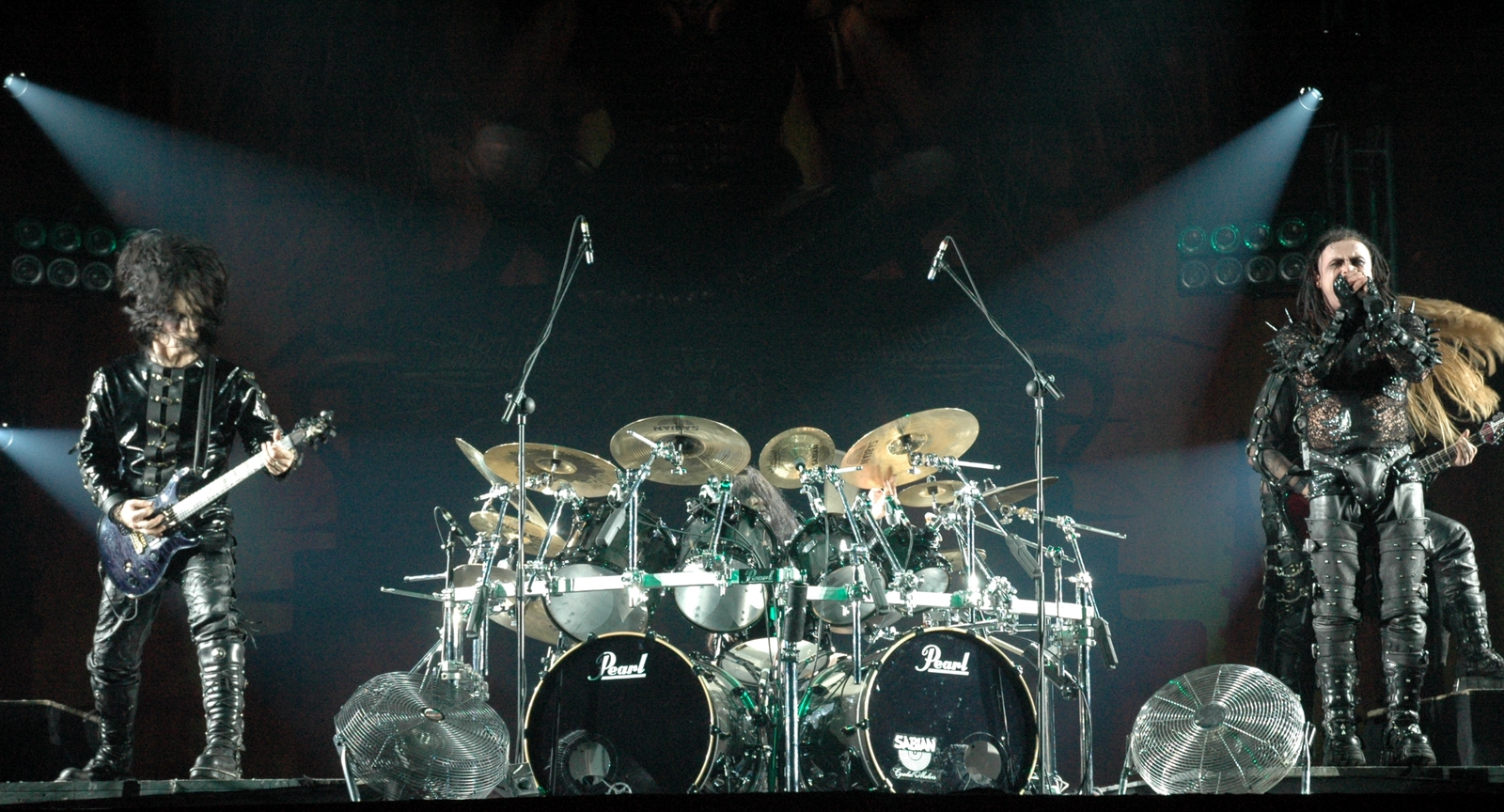
Cradle of Filth koncert 2005-ben.

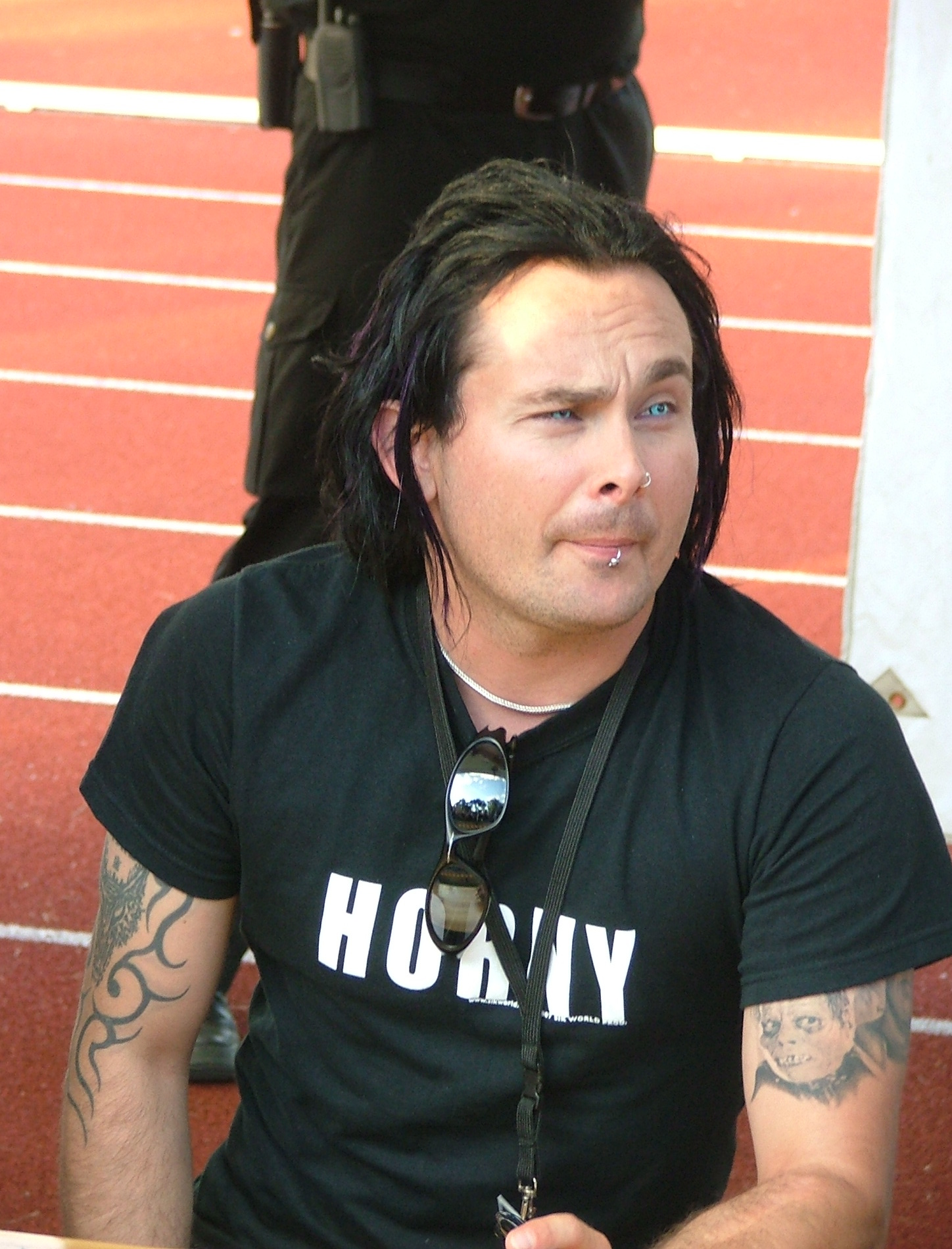
Dani Filth 2008-ban.

2004-ben kezdték el a munkálatokat a következő albumhoz, Rob Caggiano producerrel, ismét a Parkgate Studios-ban. A hangzás véglegesítésében Dan Turner és Colin Richardson is részt vett. Az album Nymphetamine címmel jelent meg 2004. szeptember 28-án, immár a Roadrunner kiadónál. A The Principle of Evil Made Flesh album óta ez volt az első lemezük, melyet nem jellemzett egy átfogó koncepció, bár több helyen is vannak utalások HP Lovecraft műveire. Dave Pybus úgy jellemezte az anyagot, mint egy eklektikus keveréke a "Damnation" és a "Cruelty" albumoknak. A Nymphetamine továbbra is hozta a várt sikert, a Billboard 200-as listáján a 89. helyen debütált, és az első héten közel 14 ezer darabot értékesítettek belőle. Elismertségüket fokozta, hogy a címadó dalt Grammy díjra is jelölték. Ebben a dalban a norvég Liv Kristine is vendégszerepelt, melyhez videóklipet is forgattak. Ezt Dani Jacobs rendezte. Az album limitált kiadású bónusz CD-jén egy Cliff Richard, egy Ozzy Osbourne és egy Bathory feldolgozás is helyet kapott. Nem sokkal ezután Dave Pybus egészségügyi okaira hivatkozva kilépett, helyére Charles Hedger került. Pybus azonban nem sokkal később visszatért, így Hedger átváltott gitárra.
Ezután Martin Powell hagyta el a zenekart. A turné alkalmával több fesztiválon is felléptek, mint például 2005. március 12-én a lengyel Metalmanian. Még ez évben megjelent egy újabb DVD kiadvány is Peace Through Superior Firepower címmel.
2006. október 17-én megjelent következő Thornography című albumuk, melynek újra Rob Caggiano volt a producere. Az album címe egy neologizmus, mely egyaránt utal az emberi bűnökre és függőségekre. Mint az összes albumuk, ez is tartalmazott új elemeket. A nagyzenekari, szimfonikus megoldások háttérbe szorultak, helyettük egy pőrébb, thrashesebb anyag született. Az eredeti borítót elvetették, és 2006. májusától már az ismert kép szerepelt előzetesként, bár még számos CD-füzetben lehetett látni az eredeti kinyomtatott képet. A lemez a Billboard 200-on a 66. lett, és az első héten 13 ezer darabot adtak el belőle. A fogadtatása is hasonlóan kedvező volt, mint a Nymphetamineé, bár negatív hangvételű megjegyzések is előfordultak, főleg a" Temptation" című dal miatt, ami egy Heaven 17 feldolgozás, és szerepelt benne Dirty Harry is. A dalra klipet is forgattak, mely az első olyan felvételük, ahol Dani Filth tiszta hangon énekel. A "The Byronic Man"-be a HIM énekese Ville Valo vendégszerepelt. A Heaven 17 mellett egy Samhain feldolgozás is szerepelt az albumon, mely az utolsóként felhangzó HW2. Az album limitált kiadású változatán egy Celtic Frost feldolgozás is helyet kapott ("Into the Crypt of Rays"). A lemez turnéján csatlakozott hozzájuk Rosie Smith billentyűs.
2006 novemberében Adrian Erlandsson elhagyta a zenekart, hogy a Needleye formációra koncentrálhasson. Hivatalos sajtóközleményében elmondta, hogy élvezte a Cradle-lel való zenélést, a "Thornography"-t a legjobb lemeznek tartja, de ideje továbblépnie. Helyére Martin Marthus Skaroupka került. A lemezkiadást ismét hosszú turné követte, mely Európa után észak-amerikában folytatódott, majd 2007 őszén ismét Európában ért véget.
Kisebb szünet után 2008 márciusától júliusig dolgoztak a következő lemezen, a Derbyshireben (Anglia) található Backstage stúdióban. Producernek Andy Sneap-re esett a választásuk, aki Exodus, Megadeth, Kreator albumokon is dolgozott többek között. A lemez ismét egy konceptlemez, mely a 15. században élt francia nemes és sorozatgyilkos Gilles de Rais történetét meséli el. A főszereplő harcolt Jeanne d’Arc-al, ezenkívül sátánista is volt, és főleg gyerekeket ölt meg. Az albumból az első héten 11 ezer darabot értékesítettek, és a 48. helyen debütált a Billboard 200-as listáján. Videóklipet a "Honey and Sulphur" dalra forgattak. Zeneileg újra a grandiózus és epikus megközelítés jellemző a lemezre, és a rajongók visszajelzése is pozitív volt. A kritikusokat viszont megosztotta a lemez, a Kerrang! magazin viszonylag gyengének nevezte, míg a Metal Hammer dicsérte a történet mélységét. A Terrorizer magazin összefüggő, következetes, és meggyőző szavakkal dicsérte. 2008 decemberében európai turnéra indultak, ahol a Gorgoroth, a Moonspell, a Septicflesh és az Asrai voltak az előzenekarok.

### Peaceville Records (2010–2014)

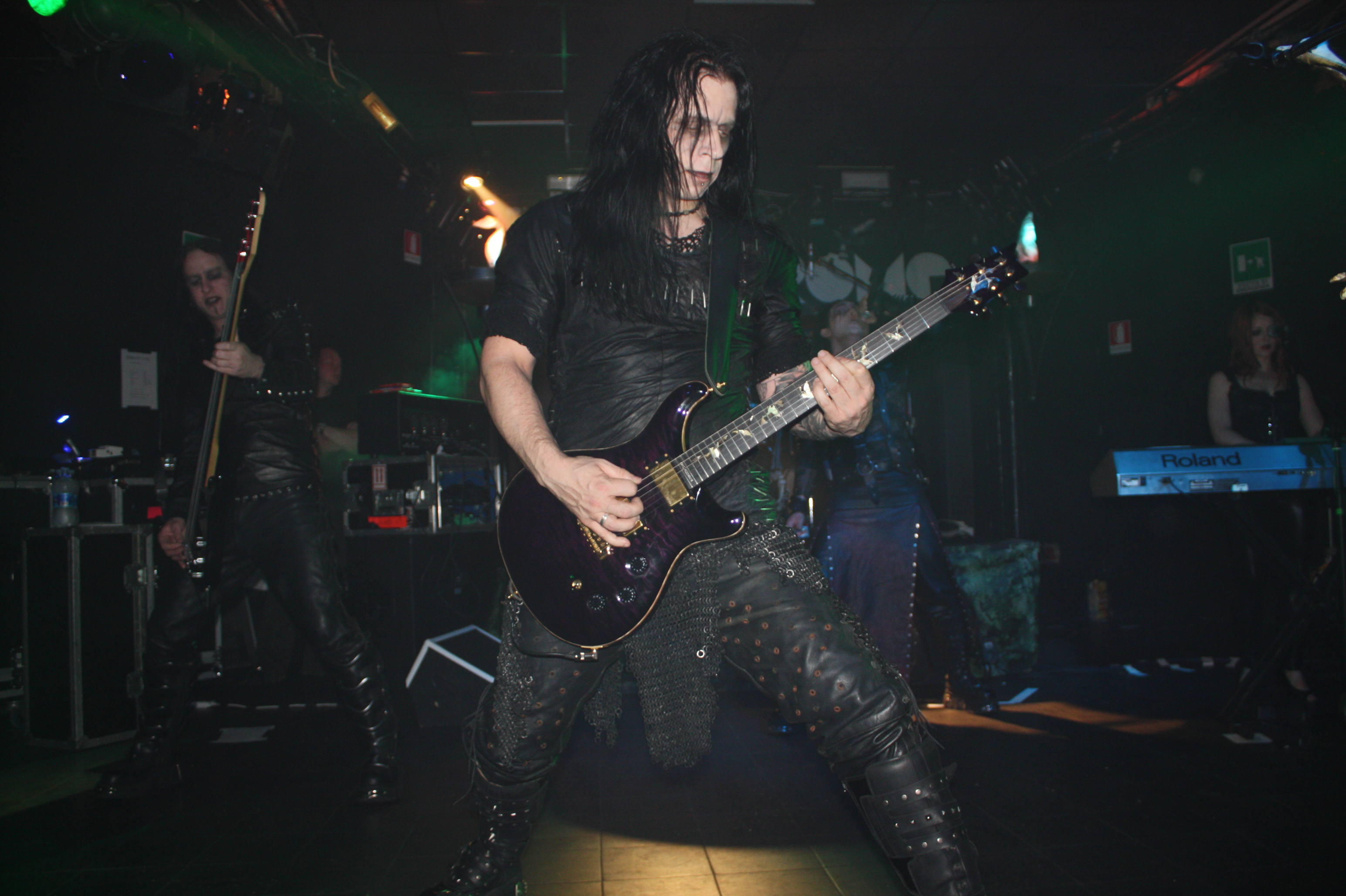
Cradle of Filth koncert 2009-ben, Madridban.

2009 januárjában és februárjában az Egyesült Államokban turnéztak. Ezen a körúton már a Satyricon is velük tartott.
2009 májusában a készülődő album beharangozásaként videóklipet forgattak egy The Death Of Love című dalra. Szintén májusban egy ausztrál turnét bonyolítottak le. 2009 áprilisában kezdtek dolgozni a következő albumon. Kilencedik nagylemezüknek eredetileg All Hallows Eve lett volna a címe, de végül Darkly, Darkly, Venus Aversa címen jelent meg 2010. november 1-jén. 
Az albumot már a Peaceville Records kiadó jelentette meg Európában, míg az Egyesült Államokban egy hónap múlva a Nuclear Blast. A lemez egy konceptalbum ugyanabban a szellemiségben, mint az elődje, melynek Lilith a főszereplője, aki egy női démon. Az albumcím utalás a görög mitológiára és a templomos lovagokra is. Dani Filth úgy jellemezte az albumot, mint egy sötétebb Mercyful Fate és Iron Maiden.
A Cradle of Filth tizedik nagylemeze 2012. október 29-én jelent meg Európában, 30-án az Egyesült Államokban, The Manticore and Other Horrors címen.

## Zene, szöveg
A Cradle of Filth sajátos stílusa nagy vitákat vált ki, kategórizálás szempontjából. Az első három demón jobbára a death metal hangzását keverték szimfonikus elemekkel. A negyedik demó a Total Fucking Darkness már black metalt tartalmazott. Az "igazi" black metal rajongók elítélik őket, elsősorban a későbbi lemezeiken megjelenő kommerszebb megoldások, valamint a széles sikereik miatt. Dani Filth egy 1998-as BBC-nek adott interjújában elmondta, hogy jobban szereti a heavy metal kifejezést magukkal kapcsolatban, mint a divatos black metal stílusmeghatározást. Kijelentése szerint neki mindegy, hogy black, death, vagy valamilyen más metal stílussal azonosítsák zenekarát.
A zenekar stílusát a szimfonikus black metal, a gothic black metal, és a dark metal kifejezésekkel szokás körülírni, azonban kiforrott hangzásuk lehetővé teszi, hogy ellenálljanak a szűk kategorizálásoknak. Zenéjükre hallhatóan hatást gyakorolt az Iron Maiden, a Christian Death, de az elmúlt években dance remixeket is készítettek (Twisting Further Nails, Pervert's Church). Egy 2006-os, a Terrorizer magazin számára adott interjúban Paul Allender gitáros kifejtette, hogy a Cradle of Filth sosem volt black metal zenekar, véleménye szerint a black metal jelző csak az image-ük miatt helytálló. Elmondta, hogy a The Principle of Evil Made Flesh album idején még erősen jelen voltak az Emperor és Burzum hatások, ennek ellenére a zenekart mindig is egy extrém metalzenekarnak tekintette.
2001. április 9-én Dani Filth a BBC Never Mind the Buzzcocks műsorában tréfásan "heavy funk"-nak nevezte a zenekar stílusát, valamint egy 2006-os októberi interjúban kijelentette, hogy zenéjüket egyszerűen csak "Cradle of Filth stílus"nak hívják, hogy elkerüljék a műfajba sorolásokat.
Minden dalszöveg szerzője Dani Filth, akit íráskor legfőképpen Lord Byron, Percy Bysshe Shelley, H.P. Lovecraft írásai, és horrorfilmek inspirálják. Szövegeiben gyakran használja az Óangol nyelvet. Az egyéni gitárhangzás érdekében az alábbi hangolást használja az együttes: C F B Es G C.

## Diszkográfia

### Stúdióalbumok
- The Principle of Evil Made Flesh (1994)
- Dusk... and Her Embrace (1996)
- Cruelty and the Beast (1998)
- Midian (2000)
- Damnation and a Day (2003)
- Nymphetamine (2004)
- Thornography (2006)
- Godspeed on the Devil's Thunder (2008)
- Darkly, Darkly, Venus Aversa (2010)[75]
- The Manticore and Other Horrors (2012)
- Hammer of the Witches (2015)
- Cryptoriana – The Seductiveness of Decay (2017)
- Existence Is Futile (2021)
- The Screaming of the Valkyries (2025)

### Koncertlemezek
- Live Bait for the Dead (2002)

### Válogatásalbumok
- Lovecraft & Witch Hearts (2002)
- Midnight in the Labyrinth (2012)

### EP-k
- V Empire or Dark Faerytales in Phallustein (1996)
- From the Cradle to Enslave (1999)
- Bitter Suites to Succubi (2001)
- Evermore Darkly (2011)

### Demók
- Invoking the Unclean (1992)
- Orgiastic Pleasures Foul (1992)
- Total Fucking Darkness (1993)

### Kislemezek
- Twisted Nails of Faith (1998)
- Her Ghost in the Fog / Dance Macabre (2000)
- No Time to Cry (2001)
- Babalon A.D. (So Glad for the Madness) (2003)
- Mannequin (2003)
- Nymphetamine (2004)
- Devil Woman (2005)
- Temptation / Dirge Inferno (2006)
- The Foetus of a New Day Kicking (2007)
- Tragic Kingdom (2008)
- Honey and Sulphur (2008)
- The Death of Love (2009)
- Forgive Me Father (I Have Sinned) (2010)
- Lilith Immaculate (2011)

### Videóalbumok
- PanDaemonAeon (1999)
- Heavy, Left-Handed & Candid (2001)
- Peace Through Superior Firepower (2005)

## Tagok

### Jelenlegi tagok
- Dani Filth – ének (1991–)
- Daniel Filth – basszusgitár (2012–)
- James Mcilroy – gitár (2003–2005, 2009–)
- Martin Skaroupka – dob, ütőhangszerek (2006–)
- Lindsay Schoolcraft – billentyű, női vokál koncerteken (2013–)
- Richard Shaw – gitár koncerteken (2014–)
- Marek "Ashok" Šmerda – gitár koncerteken (2014–)

### Korábbi tagok

#### Gitárosok
- Paul Ryan (1991–1994)
- Rishi Mehta (1994, csak koncerteken)
- Bryan Hipp (1994–1995, csak koncerteken)
- Paul Mcglone (1996, csak koncerteken)
- Darren Donnarumma (1999, csak koncerteken)
- Stuart Anstis (1995–1999)
- Gian Pyres (Gianpiero Piras) (1996–1999, 2000–2002)[76]
- Charles Hedger (2005–2009)
- Paul Allender (1991-1994, 1999-2014)

#### Basszusgitárosok
- Jonathan Pritchard (1991–1992)
- Robin Graves (Robin Mark Eaglestone) (1992–1994, 1995–2002)
- Jon Kennedy (1994–1995)
- Dave Pybus (2002–2005, 2005–2012)[77][78]
- Charles Hedger (2005)
- Dhiraz Wregmi (2007, turnékon is)

#### Billentyűsök
- Benjamin Ryan (1991–1994)
- Damien Gregori (Greg Moffitt) (1994–1997)
- Lecter (Les Smith) (1997–1999)
- Mark Newby-Robson (1999 koncerteken, 2006–2011 stúdióban)
- Martin Powell  (hegedű és gitár is) (2000–2005)
- Rosie Smith (Rosemary Ellen Smith) (háttérének is) (2005–2009, csak koncerten)
- Ashley Ellyllon (Ashley Jurgemeyer) (háttérének is) (2009–2011)
- Caroline Campbell (háttérének is) (2011–2012)

#### Dobosok
- D. White (Darren J. White) (1991–1992)
- Nicholas Barker (1993–1999)
- Was Sarginson (William A. Sarginson) (1999)
- Dave Hirschheimer (1999, csak koncerten)
- Adrian Erlandsson (1999–2006)[79]

#### Vokalisták
- Andrea Meyer (Andrea Haugen, vagy Nebelhexë) (1993–1994)
- Danielle Cneajna Cottington (1994–1998, csak stúdióban)
- Sarah Jezebel Deva (Sarah Jane Ferridge) (1994–2008, 2011)
- Carolyn Gretton (2008, csak stúdióban)

## Díjak
- 2003-ban a Metal Hammer által "Golden Gods Awards" díj a "Legjobb Videó" kategóriában a "Babalon AD" dalért.[80][81]
- 2005-ben a Metal Hammer által "Golden Gods Awards" díj a "Legjobb Videó" kategóriában a "Nymphetamine" dalért.[82][83]
- 2005-ben Grammy-díj jelölés "Best Metal Performance" kategóriában a "Nymphetamine" dal révén.[84][85]
- 2005-ben jelölés a "legjobb brit zenekar" címre a Kerrang! magazin által.[86]